# Gustav Adolf Lehmann
Gustav Adolf Lehmann (* 28. August 1942 in Dortmund) ist ein deutscher Althistoriker.

## Leben und Wirken
Gustav Adolf Lehmann studierte Alte Geschichte, Klassische Philologie und Archäologie an der Westfälischen Wilhelms-Universität Münster und wurde dort 1965, während eines Ergänzungsstudiums in Ägyptologie und Altorientalistik, mit der Arbeit Untersuchungen zur historischen Glaubwürdigkeit des Polybios promoviert. Anschließend hatte er in Münster Lehraufträge für das Fach Alte Geschichte und erhielt 1967 ein Habilitationsstipendium der Deutschen Forschungsgemeinschaft. 1969 wurde er in Münster wissenschaftlicher Assistent, 1971 Universitätsdozent und außerplanmäßiger Professor. Ab 1972 lehrte Lehmann an der Technischen Universität Braunschweig, zunächst als Wissenschaftlicher Rat, dann als Professor. Zum Sommersemester 1974 wurde er an die Freie Universität Berlin berufen; zum Sommersemester 1975 wechselte er an die Universität zu Köln. Von 1993 bis zu seiner Emeritierung im Jahr 2010 war Lehmann schließlich Professor für Alte Geschichte und Direktor des Althistorischen Seminars der Georg-August-Universität Göttingen.
Er gilt als einer der besten Kenner der ägäischen Bronzezeit und der attischen Demokratie. Einflussreich waren auch seine Arbeiten zu Polybios, dessen Werk Lehmann große Zuverlässigkeit zuspricht. 2005 erhielt er den Ausonius-Preis der Universität Trier für herausragende Leistungen auf dem Gebiet der Altertumswissenschaften.
Lehmann ist ordentliches Mitglied der Rheinisch-Westfälischen (jetzt: Nordrhein-Westfälische Akademie der Wissenschaften und der Künste) Akademie der Wissenschaften in Düsseldorf (seit 1982 ordentliches Mitglied; ab 1993 korrespondierendes Mitglied nach Fortgang aus Nordrhein-Westfalen) und ordentliches Mitglied der Akademie der Wissenschaften zu Göttingen (seit 1995). Von 2002 bis 2006 war er Vizepräsident der Göttinger Akademie und Vorsitzender der Philologisch-Historischen Klasse. Seit Mai 2008 ist er korrespondierendes Mitglied des Deutschen Archäologischen Instituts. Im April 2009 wurde er zum korrespondierenden ausländischen Mitglied der Österreichischen Akademie der Wissenschaften in Wien gewählt. Lehmann war von 1999 bis 2001 erster und von 2001 bis 2003 zweiter Vorsitzender der Mommsen-Gesellschaft und Mitglied des Verwaltungsrates des Universitätsbundes Göttingen.

## Schriften
- Untersuchungen zur historischen Glaubwürdigkeit des Polybios. Aschendorff, Münster 1967 (Dissertation, Universität Münster 1965).
- Politische Reformvorschläge in der Krise der späten römischen Republik. Cicero, De legibus III und Sallusts Sendschreiben an Caesar (= Beiträge zur klassischen Philologie. Heft 117). Hain, Meisenheim am Glan 1980, ISBN 3-445-02130-9.
- Die mykenisch-frühgriechische Welt und der östliche Mittelmeerraum in der Zeit der „Seevölker“-Invasionen um 1200 v. Chr. Westdeutscher Verlag, Opladen 1985, ISBN 3-531-07276-5.
- Oligarchische Herrschaft im klassischen Athen. Zu den Krisen und Katastrophen der attischen Demokratie im 5. und 4. Jh. v. Chr. Westdeutscher Verlag, Opladen 1997, ISBN 3-531-07346-X.
- Ansätze zu einer Theorie des griechischen Bundesstaates bei Aristoteles und Polybios. Vandenhoeck & Ruprecht, Göttingen 2001, ISBN 3-525-82514-5.
- Demosthenes von Athen. Ein Leben für die Freiheit. Biographie. Beck, München 2004, ISBN 3-406-51607-6 (Rezension von Stefan Rebenich).
- Perikles. Staatsmann und Stratege im klassischen Athen. Eine Biographie. Beck, München 2008, ISBN 978-3-406-56899-2.
- als Herausgeber mit Helwig Schmidt-Glintzer: Antike Welten und Neue Reiche. 1200 v. Chr–600 n. Chr. (= WBG Weltgeschichte. Band 2). Wissenschaftliche Buchgesellschaft, Darmstadt 2009, ISBN 978-3-534-20105-1.
- Imperium und Barbaricum. Neue Befunde und Erkenntnisse zu den römisch-germanischen Auseinandersetzungen im nordwestdeutschen Raum – von der augusteischen Okkupationsphase bis zum Germanen-Zug des Maximinus Thrax (235 n. Chr.). Verlag der Österreichischen Akademie der Wissenschaften, Wien 2011, ISBN 978-3-7001-7093-8. 2. Auflage, ebenda 2018, ISBN 978-3-7001-8420-1 (2., überarbeitete und erweiterte Auflage, ebenda 2018, ISBN 978-3-7001-8420-1).
- Forschungen zur Alten Geschichte. Kleine Schriften. Herausgegeben von Bruno Bleckmann und Boris Dreyer. 2 Bände. Steiner, Stuttgart 2011, ISBN 978-3-515-09887-8.
- als Herausgeber und Übersetzer: Armut – Arbeit – Menschenwürde. Die Euböische Rede des Dion von Prusa. Eingeleitet, übersetzt und mit interpretierenden Essays versehen von Gustav Adolf Lehmann, Dorit Engster, Dorothee Gall und andere (= SAPERE. Band 19). Mohr Siebeck, Tübingen 2012, ISBN 978-3-16-151825-6 (PDF im Open Access).
- Alexander der Große und die „Freiheit der Hellenen“. Studien zu der antiken historiographischen Überlieferung und den Inschriften der Alexander-Ära. Walter de Gruyter, Berlin 2015, ISBN 978-3-11-040552-1.
- als Herausgeber und Übersetzer: Bürger-Ethos, politisches Engagement und die Bewahrung des Status quo. Plutarch, Politische Ratschläge. Eingeleitet, übersetzt und mit interpretierenden Essays versehen von Frank Daubner, Vera Hofmann, Gustav Adolf Lehmann und Tobias Thum (= SAPERE. Band 35). Mohr Siebeck, Tübingen 2020, ISBN 978-3-16-159100-6.